# Вальс расставания
«Вальс расстава́ния» — песня композитора Яна Френкеля на стихи Константина Ваншенкина, созданная в 1965 году для кинофильма «Женщины» режиссёра Павла Любимова. Также известна под названиями «Старый вальсок» и «Юности нашей вальсок».

## История
Слышишь, тревожные дуют ветра?

Нам расставаться настала пора.

Кружится, кружится пёстрый лесок,

Кружится, кружится старый вальсок.

Старый, забытый, старый забытый вальсок.

Ты, совершая положенный путь,

В дальних краях это всё не забудь:

Эту реку и прибрежный песок,

Этот негромко звучащий вальсок.

Этот негромкий, этот негромкий вальсок.

Мы расстаёмся, чтоб встретиться вновь,

Ведь остаётся на свете любовь.

Кружится первый осенний листок,

Кружится в памяти старый вальсок,

Юности нашей, юности нашей вальсок.
Когда режиссёр Павел Любимов начал работу над фильмом «Женщины», для создания музыки он пригласил композитора Яна Френкеля, а тот, в свою очередь, предложил в качестве автора стихов Константина Ваншенкина. После обсуждения сюжета будущего фильма с Любимовым, когда Ваншенкин возвращался на такси домой, у него родились первые строчки будущей песни. Через день он позвонил Яну Френкелю и продиктовал ему получившееся стихотворение. На той же неделе Френкель связался с Ваншенкиным и попросил приехать, чтобы вместе прослушать созданную им песню.
Впоследствии, вспоминая о своей работе над текстами песен, Константин Ваншенкин рассказывал: «Что касается стремления написать стихотворение как песню, в большинстве случаев у меня такого не было. „По заказу“ я написал только „Алёшу“ и „Вальс расставания“, но сделал это с удовольствием, как для себя». В варианте Ваншенкина стихотворение называлось «Вальс расставанья»; под тем же названием оно было воспроизведено в собрании сочинений поэта, изданном в 1983 году.
Фильм «Женщины», для которого был написан «Вальс расставания», вышел на экраны в феврале 1966 года и стал одним из лидеров советского кинопроката — его посмотрели 36,6 миллиона зрителей (6-е место по итогам  1966 года). В фильме эту песню дуэтом исполнили артисты Нина Сазонова и Пётр Любешкин. По некоторым сведениям, режиссёр Павел Любимов во время работы над фильмом настоятельно рекомендовал Яну Френкелю заменить «Вальс расставания» какой-нибудь другой песней, но в результате он всё-таки остался в окончательном варианте.

## Анализ и отзывы
По словам литературоведа Андрея Туркова, в таких стихах Ваншенкина как «Я люблю тебя, жизнь», «Вальс расставания» и «Мы вас подождём» чувствуются традиции Михаила Исаковского — одного из первых наставников поэта.
Музыковед Татьяна Журбинская отмечала, что «Вальс расставания» тяготеет к старинному русскому бытовому романсу, и в сжатом виде он включает в себя ситуацию, которую можно превратить в мелодраму — в какой-то степени это и происходит в фильме «Женщины». Журбинская писала, что для этой песни «характерен строгий отбор средств музыкальной выразительности, форма строится в соответствии с поэтической структурой, её ритмикой». Несмотря на кажущуюся простоту мелодии, она тщательно выверена композитором, который хорошо понимал существенную разницу между «простотой» и «простоватостью». По словам Журбинской, в этой песне есть два тематических мотива — два «зерна». В арсенале первого из них присутствует секста, а во втором используется «ритмическое скандирование одного и того же звука». Несмотря на то, что один мотив контрастирует с другим, при этом они дополняют друг друга и образуют «нечто похожее на тему и противосложение в полифонической форме».